# حصار بيرات (1455)
بدأ حصار بيرات في يوليو، 1455 في مدينة بيرات الألبانية، عندما حاصر الجيش الألباني بقيادة إسكندر بك القلعة التي تحتجزها القوات العثمانية.

## خلفية
عندما بدأ إسكندر بك تمرده، كانت بيرات تنتمي إلى الأمير الألباني تيودور موزاكا. عندما مات في 1449 تيودور موزاكا أرسل إلى إسكندر بك لتولي القلعة باسم عصبة ليجه. أرسل إسكندر بك مفرزة ألبانية بقيادة بال كوكا للمطالبة بالقلعة. في هذه الأثناء، جاءت قوة من الجنود العثمانيين من حاميتهم في غيروكاستور وتسلقت بهدوء جدران بيرات ذات الحراسة الضعيفة في الليل، وذبحت الحامية الألبانية حوالي 500 جندي، وشنق تيودور موزاكا المحتضر، وأُخذت القلعة، بينما تم فدية بال كوكا في وقت لاحق. تقع بيرات في موقع استراتيجي مهم لأنها تسيطر على معظم جنوب ألبانيا وكذلك طرق الإمداد الحيوية المؤدية إلى جنوب مقدونيا واليونان.

### الحصار
حاصر إسكندر بك وقواته القلعة المحتلة من قبل العثمانيين وبدأوا بقصفها بمساعدة مدفعية أراغون. ثم اقترح قائد الحامية العثمانية تسليم المدينة إذا لم يتم الحصول على تعزيزات لمدة شهر. كان يعتقد أن الوضع كان في متناول اليد وأن القلعة ستسقط، وغادر إسكندر بك مع فرقة كبيرة من جيشه في اتجاه فلوره. على الرغم من أنه قام بتدريس قادته، إلا أنهم لم يكونوا من بمستوى معرفته في الشؤون العسكرية. أثبت تدريبه الرسمي وخبرته في الأناضول وخدمته مع الجيش العثماني أنه قيم للمقاومة الألبانية ضد العثمانيين.
على رأس القوة المتبقية غادر إسكندر بك تاركا كارل موزاكا ثوبيا، حيث كانت بيرات في السابق ملكًا لعائلة موزاكا. بعد قصف ناجح، وافق القائد العثماني للحامية على تسليم مفاتيح القلعة إذا لم يقم السلطان بإرسال تعزيزات في غضون فترة زمنية معينة. كانت هذه حيلة لخداع القوات الألبانية إلى شعور زائف بالأمن وتأخير أي إجراءات، مما يمنح التعزيزات وقتًا للوصول.

### المعركة
أرسل السلطان جيشًا من 20000 جندي بقيادة عيسى توسل إيفرينوز. فاجأت التعزيزات الجيش الألباني في منتصف يوليو 1455. تمكن قائد ألباني واحد فقط، فرانا كونتي، من مقاومة الهجوم العثماني الأولي ودفع العديد من موجات الهجوم. عندما عاد إسكندر بك، تم صد قوة الإغاثة العثمانية وهزيمتها. لكن الألبان كانوا مرهقين وتضاءلت أعدادهم إلى درجة أنه لا يمكن استمرار الحصار.
توفي أكثر من 5000 من رجال إسكندر بك، بما في ذلك 800 رجل من فرقة مكونة من 1000 رجل من نابولي من ألفونسو الخامس كخبراء في الهدم والمدفعية وحرب الحصار. كما توفي قائد الحصار (موزاكا ثوبيا) أثناء النزاع.

## ما بعد المعركة
لم يكن إسكندر بك نفسه في المعركة، حيث انتقل إلى الجنوب الغربي لتفقد الطرق إلى فلوره وعرقلة هجوم مفاجئ محتمل من الحامية هناك. عند سماع الأخبار، سارع بالعودة، ولكن بحلول وقت وصوله، كانت المعركة قد انتهت بالفعل. تصف السجلات الإيطالية في ذلك الوقت إسكندر بك على أنه شجاع «بالسيف والصولجان» وأن الكثيرين يدينون بحياتهم لتدخله المناسب. كانت النتائج في بيرات كارثية وشلت المقاومة الألبانية لبعض الوقت. بقيت بيرات في أيدي العثمانيين ولم تتمكن العصبة من استعادتها مرة أخرى.